# (100767) 1998 FE26
(100767) 1998 FE26 es un asteroide perteneciente al cinturón de asteroides descubierto el 20 de marzo de 1998 por el equipo del Lincoln Near-Earth Asteroid Research desde el Laboratorio Lincoln, Socorro, Nuevo México, Estados Unidos.

## Designación y nombre
Designado provisionalmente como 1998 FE26.

## Características orbitales
1998 FE26 está situado a una distancia media del Sol de 2,321 ua, pudiendo alejarse hasta 2,545 ua y acercarse hasta 2,096 ua. Su excentricidad es 0,096 y la inclinación orbital 2,698 grados. Emplea 1291,64 días en completar una órbita alrededor del Sol.

## Características físicas
La magnitud absoluta de 1998 FE26 es 16,6. Tiene 2,357 km de diámetro y su albedo se estima en 0,088. 